# Macrogonia igniaria
Macrogonia igniaria är en fjärilsart som beskrevs av Herrich-Schäffer 1855. Macrogonia igniaria ingår i släktet Macrogonia och familjen Thyrididae. Inga underarter finns listade i Catalogue of Life.